# Bretocino (kommunhuvudort)
Bretocino är en kommunhuvudort i Spanien.   Den ligger i provinsen Provincia de Zamora och regionen Kastilien och Leon, i den nordvästra delen av landet, 240 km nordväst om huvudstaden Madrid. Bretocino ligger 716 meter över havet och antalet invånare är 284.
Terrängen runt Bretocino är platt. Runt Bretocino är det glesbefolkat, med 10 invånare per kvadratkilometer. Närmaste större samhälle är Benavente, 14,6 km norr om Bretocino. Trakten runt Bretocino består till största delen av jordbruksmark.